# ورخنیه-چاژستروو
ورخنیه-چاژستروو (به لاتین: Verkhneye-Chazhestrovo) یک منطقهٔ مسکونی در روسیه است که در استان آرخانگلسک واقع شده‌است.